# Томашевский, Иван Герасимович
Иван Герасимович Томашевский (белор. Іван Герасімавіч Тамашэўскі; 25 ноября 1918 — 12 декабря 1994) — стрелок-бомбардир 230-го скоростного бомбардировочного авиационного полка, в последующем штурман звена 25-го гвардейского Московского ночного бомбардировочного авиационного полка 2-й гвардейской Сталинградской ночной бомбардировочной авиационной дивизии 8-й воздушной армии 4-го Украинского фронта, старший лейтенант. Герой Советского Союза.

## Биография
Иван Герасимович Томашевский родился 25 ноября 1918 года в деревне Рудница ныне Сенненского района Витебской области Белоруссии в крестьянской семье. Белорус. Окончил 3 курса Минского строительно-архитектурного техникума.
В Красной Армии с 1938 года. В 1940 году окончил Мелитопольское военное авиационное училище. Член ВКП(б) с 1943 года. В действующей армии с 26 июня 1941 года. Летал стрелком-бомбардиром в составе 230-го скоростного бомбардировочного авиационного полка. В марте 1942 года — лейтенант, стрелок-бомбардир.
12 декабря 1942 года днём на самолёте У-2 произвёл разведку войск противника западнее станции Абганерово и положение наших войск, ведших бои в глубине обороны противника изолированно от основных сил. Выполнив задание по установлению линии боевого соприкосновения, несмотря на огонь противника из всех видов оружия, произвёл посадку в районе деревни Васильевка, где находился окружённый пехотный батальон. Доложив командиру пехотного батальона обстановку, выяснив какая помощь ему необходима от вышестоящего командования, вылетел на свой аэродром. Разведка была выполнена отлично и своевременно доставленные сведения о противнике обеспечили наземным войском выполнение поставленной задачи.
8 марта 1942 года в составе группы самолётов произвёл бомбометание по отступающим войскам противника в районе Терновая и Старый Салтов. Четырьмя вылетами уничтожил до двух взводов пехоты противника, 15-16 автомашин, около 30 подвод с боеприпасами. 17 июня 1942 года за 34 успешных боевых вылета в составе 230-го скоростного бомбардировочного авиационного полка был награждён орденом Красной Звезды.
16 февраля 1943 года выполняя задание по разведке войск противника днём в районе Султан-Салы, Большие Салы, Большекрепинская установил, что у пункта Султан-Салы и в самом пункте противника нет. Произвёл посадку непосредственно у домов и, опросив местных жителей, узнал, что немцы примерно полчаса назад оставили деревню. Перелетев к нашим передовым частям доложил командованию результаты разведки. Через 20 минут наши войска вошли в пункт Султан-Салы. 22 июня 1943 года был награждён Орденом Отечественной войны 1-й степени.
Штурман звена 25-го гвардейского ночного бомбардировочного Московского авиационного полка 2-й гвардейской ночной бомбардировочной авиационной Сталинградской дивизии 8-й воздушной армии 4-го Украинского фронта гвардии старший лейтенант Иван Томашевский к январю 1944 года совершил 583 боевых вылета, из них — 96 на разведку противника. Уничтожил 6 вражеских самолётов на земле, 12 танков, 2 бронемашины, 39 автомашин с войсками и грузом, 4 автоцистерны, 1 паровоз, до 20 железнодорожных вагонов, 7 прожекторов, 4 переправы, взорвал 3 склада с горючим и 8 складов с боеприпасами, подавил 10 артиллерийских, 13 минометных и 11 зенитно-пулемётных огневых точек; в опорных пунктах противника разрушил 38 зданий и вызвал около 50 очагов пожаров; в 17 местах разрушил железнодорожное полотно и повредил 2 железнодорожных моста.
Попутно с бомбометанием на территории противника разбросал более 470 000 антифашистских листовок.
Указом Президиума Верховного Совета СССР от 13 апреля 1944 года за образцовое выполнение заданий командования на фронте борьбы немецко-фашистскими захватчиками и проявленные при этом мужество и героизм гвардии старшему лейтенанту Томашевскому Ивану Герасимовичу присвоено звание Героя Советского Союза.
После войны Томашевский продолжал службу в ВВС СССР. В 1945 году окончил Высшие курсы усовершенствования офицерского состава. С 1955 года в отставке. Жил в городе Житомир на Украине. Умер 12 декабря 1994 года. Похоронен в Житомире.

## Награды
- Медаль «Золотая Звезда» Героя Советского Союза[1] (13.04.1944, № 1308);
- орден Ленина[1];
- орден Красной Звезды[2] (17.06.1942);
- орден Красной Звезды;
- орден Отечественной войны I степени[3] (22.06.1943);
- орден Отечественной войны I степени[4](11.03.1985);
- медали.

## Память
- На здании аэроклуба, где ранее располагалась Мелитопольская авиационная школа, в которой обучался Герой, 17 августа 2013 года установлена мемориальная доска[5].